# Tivoli (Texas)
Pour les articles homonymes, voir Tivoli (homonymie).
Tivoli est une communauté non incorporée du comté de Refugio, dans l'État du Texas, aux États-Unis. Sa population était de 479 habitants lors du recensement de 2010.

## Histoire
Le village prend son nom, comme beaucoup d'autres sites dans le monde, de la ville italienne de Tivoli, près de Rome.